# Marienkirche (Bröckel)

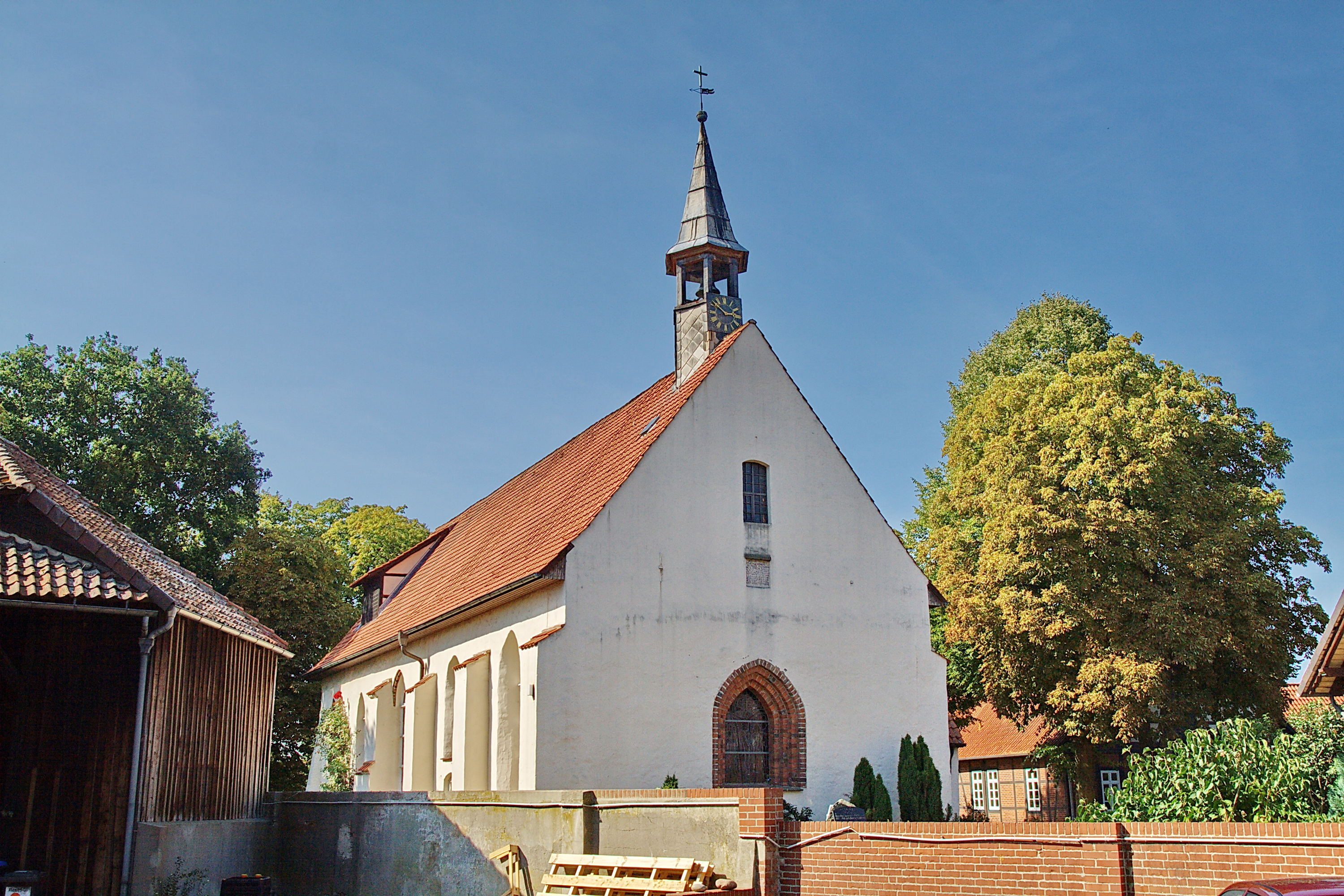
Marienkirche

Die evangelisch-lutherische denkmalgeschützte Marienkirche steht in Bröckel, einer Gemeinde im Landkreis Celle in Niedersachsen. Die Kirchengemeinde gehört zum Kirchenkreis Celle im Sprengel Lüneburg der Evangelisch-lutherischen Landeskirche Hannovers.

## Beschreibung
Im Jahre 1215 gab Bischof Hartbert von Hildesheim die Erlaubnis zur Lösung aus dem geistlichen Verband der Urpfarrei Marienkirche in Wienhausen. Er verband das mit der Auflage, die bestehende Kirche zu erweitern. Dabei wird auf eine Kapelle verwiesen, die von Bauern aus Bröckel an dieser Stelle schon früher auf eigene Kosten erstellt worden war. In den Jahren ab 1250 wurde dann auch eine kleine steinerne Kirche erstellt, die etwa die Größe des heutigen Chors hatte. Die Anzahl der Gottesdienstbesucher nahm in den folgenden Jahren deutlich zu. Das machte zu Beginn des 15. Jahrhunderts eine Erweiterung des Kirchenschiffs notwendig, das, nachdem die Längswände von Strebepfeilern gestützt wurde, mit einem Gewölbe überspannt wurde. Nach Abschluss der Reformation wurde die Kirche deutlich vergrößert und bekam die heutige Form und Größe. 
Die verputzte Saalkirche besteht aus einem Kirchenschiff und einem gleich breiten Chor. Aus dem Satteldach erhebt sich im Osten ein sechseckiger Dachreiter, auf dessen offenem Glockenstuhl ein spitzes Zeltdach sitzt. Zwei Anbauten wurden errichtet, nach Norden für das Portal und das dahinter liegende Vestibül, nach Westen für die Sakristei aus Holzfachwerk. Die Orgel mit 12 Registern, verteilt auf zwei Manuale und ein Pedal, wurde 2002 errichtet.